# شرپووو (استان پومرانی)
شرپووو (به لهستانی:  Sierpowo) یک روستا در لهستان است که در گمینا چارنه واقع شده‌است. شرپووو ۱۸۷ نفر جمعیت دارد.